# C型小惑星

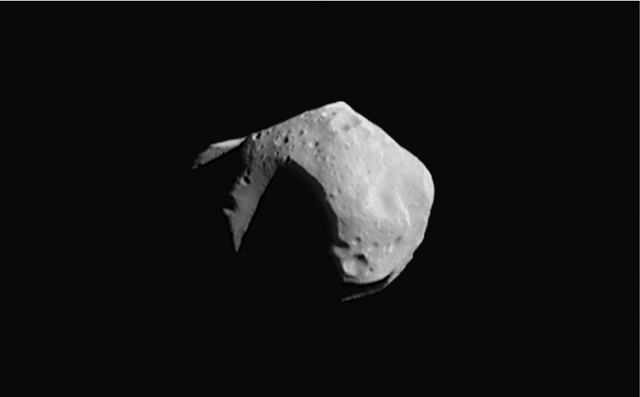
C型小惑星マティルド

C型小惑星（ - がたしょうわくせい、英: C-type asteroid）は、炭素系の物質を主成分とする小惑星であり、既知の小惑星の約75パーセントがC型小惑星である。「C」は英語で炭素質を意味する形容詞「Carbonaceous」に由来する。C型小惑星は主に太陽から2.7天文単位（約4億キロメートル）以上離れた軌道を周回している。
アルベドが0.03前後という非常に暗い外観をしており、炭素の含有量が高い炭素質コンドライト隕石と類似した特徴を有している。太陽とほとんど同じ元素組成を持っているが、C型小惑星には水素、ヘリウム、その他の揮発性物質は含まれていない。
反射スペクトルは、2.5ミクロンまでの可視・近赤外域ではほぼ平坦であるものの、紫外域では暗くなる。含水鉱物に由来する3ミクロン帯での吸収を示すものもある。
C型小惑星は、さらに以下のように細かく分類される。
- B型小惑星
- F型小惑星
- G型小惑星

## 代表的なC型小惑星
- ケレス - 小惑星として初めて発見された天体であり、小惑星帯に位置する天体としては最も大きい。C型の中ではG型小惑星に分類される。
- マティルド - 探査機（NEAR）による探査が行われた初のC型小惑星。
- リュウグウ - 日本の探査機はやぶさ2による探査が行われたC型小惑星。
- ベンヌ - OSIRIS-REx探査機による探査が予定されている。C型の中ではB型小惑星に分類される。